# Janusz-Korczak-Medaille
Mit der Janusz-Korczak-Medaille ehren die einst in der Eifel und Voreifel beheimateten Juden seit 1984 Menschen, die sich um die „christlich-jüdische und deutsch-israelische Versöhnung“ verdient gemacht haben. Sie wird in unregelmäßigen Abständen an Personen verliehen, die sich „in besonderem Maße um die Aufarbeitung der jüngsten Vergangenheit bemüht haben“. Besonders die aus der Eifel stammenden Mitglieder der jüdischen „Vereinigung ehemaliger Kölner und Rheinländer“ in Haifa/Israel initiierten diese Auszeichnung, die aus einer etwa 6 cm großen Medaille im eingeschweißten Glasrahmen besteht. Sie zeigt auf der Vorderseite das Porträt des polnischen Arztes und Pädagogen Janusz Korczak, der 1942 im Holocaust umkam. Mit diesem Motiv soll das pädagogische Engagement von im deutschen Rheinland forschenden Historikern und Lehrern angesprochen werden.
Der Preis ist im Unterschied zum literarischen Janusz-Korczak-Preis mit keiner finanziellen Dotierung verbunden, ehrt aber in Form einer öffentlichen Feier die Leistung der engagierten Persönlichkeit.

## Preisträger
- 1982: Mirjam Pressler für ihr Buch Wenn das Glück kommt, muss man ihm einen Stuhl hinstellen.[1]
- 1984: Hans-Dieter Arntz, verliehen während einer „Wiedersehensfeier mit ehemals in Flamersheim beheimateten Juden“[2]